# Uppsala
Uppsala, ou Upsal en français, est une ville de Suède située à 60 km au nord de Stockholm, en Uppland, célèbre pour son université, la plus ancienne de Scandinavie. Avec environ 200 000 habitants dans la commune dont elle est le chef-lieu et 160 000 habitants dans l'agglomération, c'est la quatrième ville de Suède après Stockholm, Göteborg et Malmö (2012).
Elle est située au bout d'un fjärd (« baie ») du lac Mälar. La rivière Fyrisån traverse le centre de la ville.

## Toponymie
Le nom primitif de la ville était Östra Aros.
Aros signifie « embouchure » et fait référence au débouché de la rivière Fyrisån dans le lac Mälar. Le terme Östra (« oriental ») a été ajouté pour distinguer la ville de Västra Aros (aujourd'hui Västerås). La localité d'Uppsala (nommée ub salum vers la fin du IXe siècle, ou Upsalum) se trouvait au nord d’Östra Aros et est devenue, dès 1164, le siège de l'archevêché. Lorsque le siège épiscopal fut déplacé vers 1273 d’Östra Aros, le nom d’Uppsala le suivit, et Östra Aros devint Uppsala. L’ancien site portant le nom d’Uppsala prit alors le nom de Gamla Uppsala (« Vieux Uppsala »).
Le nom « Uppsala » provient probablement d'une comparaison avec le village de Sala (aujourd'hui le quartier Sala backe). « Upp- » signifie « plus en hauteur », en référence à la position géographique de Sala. « Sala » est le pluriel de sal, un terme interprété de deux façons : soit comme « bâtiment simple », soit comme « salle de fête ».

## Géographie

### Localisation
Uppsala est une ville située dans la commune d'Uppsala, dans le comté d'Uppsala à l'est de la Suède. Elle est à environ 70 km au nord de la capitale et plus grande ville du pays, Stockholm. La ville est bordée au sud par la baie Ekoln du lac Mälar.

### Géologie et relief

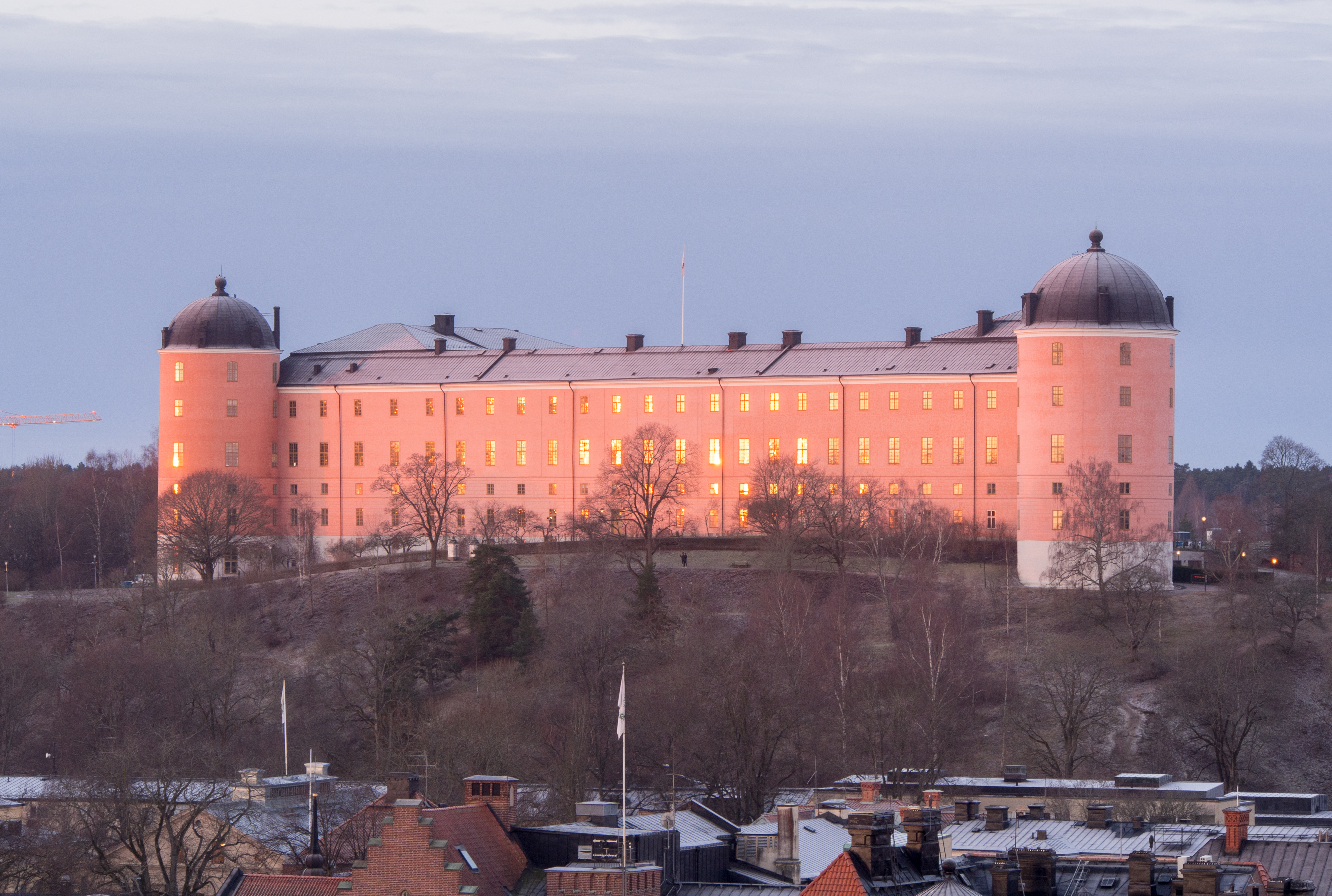
Le château d'Uppsala, construit sur l'esker Uppsalaåsen, domine la ville.

La ville est principalement construite sur de vastes et fertiles plaines d'argile. Ces plaines se sont formées à la fin de la dernière période glaciaire lorsque l'ensemble de la région se retrouve sous les eaux après la fonte de l'inlandsis qui la recouvrait jusqu'à il y a environ 10 000 ans,. Ces plaines émergent il y a environ 2 000 ans du fait du rebond post-glaciaire. La fonte des glaciers est aussi à l'origine de l'esker Uppsalaåsen, qui traverse la région du nord au sud en passant par le centre-ville d'Uppsala, constituant la caractéristique topographique la plus notable de la ville. Cet esker ne forme pas un relief continu, mais est constitué de plusieurs sections, chacune ayant son propre nom, du nord au sud de la ville Högåsen (Gamla Uppsala), Tunåsen, Röboåsen, Lötenkulle, Galgbacken, Domberget (où se situe la cathédrale d'Uppsala), Kasåsen (où se situe le château d'Uppsala), Kronåsen, Ultunaåsen et Sunnerstaåsen (Sunnersta). Au sud-ouest et au nord-est de la ville, le socle affleure et forme des zones de plus hautes altitudes.

### Climat
Uppsala est située juste au sud du 60e parallèle nord et a historiquement eu un climat tempéré froid et humide, caractérisé par des étés chauds et des hivers froids (Dfb selon la classification climatique de Köppen). En 2021, cette classification a été mise à jour en climat tempéré chaud (Cfb), en raison du réchauffement climatique.
Lors du solstice d'été, Uppsala bénéficie d'environ 18 heures de lumière du jour, tandis qu'au solstice d'hiver, la durée d'ensoleillement est de 6 heures.
| Mois                              | jan. | fév. | mars | avril | mai | juin | jui. | août | sep. | oct. | nov. | déc. |
| --------------------------------- | ---- | ---- | ---- | ----- | --- | ---- | ---- | ---- | ---- | ---- | ---- | ---- |
| Température minimale moyenne (°C) | −7   | −7   | −4   | 0     | 5   | 10   | 12   | 11   | 7    | 3    | −1   | −6   |
| Température maximale moyenne (°C) | −2   | −1   | 3    | 9     | 16  | 20   | 21   | 20   | 15   | 10   | 4    | 0    |
| Précipitations (mm)               | 38   | 27   | 28   | 29    | 33  | 45   | 75   | 65   | 59   | 51   | 53   | 43   |

| Diagramme climatique                                  |        |       |      |       |        |        |        |       |       |       |       |
| J                                                     | F      | M     | A    | M     | J      | J      | A      | S     | O     | N     | D     |
| −2−738                                                | −1−727 | 3−428 | 9029 | 16533 | 201045 | 211275 | 201165 | 15759 | 10351 | 4−153 | 0−643 |
| Moyennes : • Temp. maxi et mini °C • Précipitation mm |        |       |      |       |        |        |        |       |       |       |       |

## Histoire

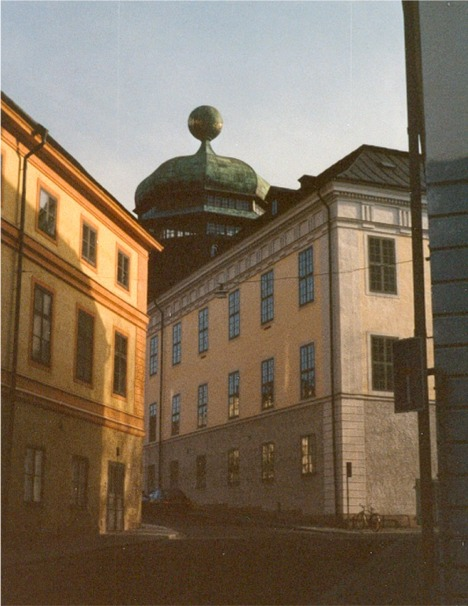
Gustavianum, ancien bâtiment principal de l'université. Ce bâtiment fut nommé d'après Gustave II Adolphe qui réinstaura l'université après une période de déclin due à la Réforme.

À l'origine, Upsal était située à quelques kilomètres au nord de la ville actuelle, à Gamla Uppsala (« Vieil Upsal »). L'endroit où se trouve la ville d'aujourd'hui était alors appelé Östra Aros. Selon Adam de Brême, le vieil Upsal aurait été le centre du paganisme des Suédois et à cet endroit se serait trouvé un temple païen où les rois sacrifiaient aux divinités de la vieille religion. On y trouvait, selon le témoignage d'Adam, trois idoles représentants respectivement les dieux Odin, Thor et Freyr.
En 1164, environ un siècle après la christianisation de la Suède, Upsal est devenue la ville diocésaine de l'archevêché catholique de Suède, et en 1274, la ville a été reconstruite à son emplacement actuel.
Après la Réforme, Uppsala est restée le centre de l'Église de Suède ; l'archevêque de l'Église luthérienne suédoise réside toujours dans la ville. C'est là qu'eut lieu en 1593 le synode du même nom au cours duquel le luthéranisme fut officiellement imposé en Suède.
Domkyrkan, la cathédrale, est avec celle de Trondheim la plus grande église des pays scandinaves. Ses tours en briques rouges atteignent 119 mètres. L'archevêque d'Uppsala, Magnus Bosson (sv), avait fait venir un certain Étienne de Bonneuil, tailleur de pierre français qui travaillait à la construction de la cathédrale Notre-Dame de Paris. En 1287, Bonneuil obtint la permission de Philippe le Bel de s'embarquer pour la Suède, où il se fit accompagner d'une dizaine d'ouvriers. Ils travaillèrent aux sculptures du portail sud du transept. Ici reposent le roi Gustave Ier et Carl von Linné. De loin, la silhouette d'Upsal est dominée par les hautes flèches de sa cathédrale, ainsi que par son château, situé sur une colline.
Fondée en 1477, l'université d'Uppsala est la plus vieille de Scandinavie encore en existence (le studium generale à Lund était actif de 1425 jusqu'à 1536 et la Réforme danoise). Il existe également à Uppsala une autre université, l'université suédoise des Sciences Agricoles, spécialisée dans les sciences naturelles (SLU, Sveriges Lantbruksuniversitet). En 2005, la population est constituée de 40 % d'étudiants, venus de tout le pays et du monde entier.

## Population
| 1960   | 1965   | 1970   | 1975    | 1980    |
| ------ | ------ | ------ | ------- | ------- |
| 72 978 | 82 450 | 92 624 | 101 850 | 102 102 |

| 1990    | 1995    | 2000    | 2005    | 2010    |
| ------- | ------- | ------- | ------- | ------- |
| 109 497 | 119 979 | 124 036 | 128 409 | 140 454 |

| 2019    | 2023    | - | - | - |
| ------- | ------- | - | - | - |
| 177 074 | 174 982 | - | - | - |

## Transport

### Transport routier
La route européenne 4 passe à l'est de la ville et constitue la principale liaison routière vers Uppsala. Les routes nationales 72 et 55, relient la ville à Enköping et Sala.

### Transport aérien
Uppsala ne dispose pas de son propre aéroport civil, l'aéroport de Stockholm-Arlanda est situé à environ 30 km au sud d'Uppsala.
Située au nord d'Uppsala, la base aérienne d'Ärna (en), a été proposée pour être développée en tant qu'aéroport commercial, mais en 2024, elle reste exclusivement militaire.

### Transport ferroviaire
Les trains partent de la gare centrale d'Uppsala dans trois directions.
Des trains partent vers le sud pour Arlanda, Stockholm et Linköping, vers le nord-ouest pour Dalarna et Sala, et vers le nord pour Gävle, Sundsvall, Östersund.
Il y aussi des trains de nuit vers Narvik en Norvège.

## Jumelages
| Ville | Ville         | Pays | Pays         |
| ----- | ------------- | ---- | ------------ |
|       | Bærum         |      | Norvège      |
|       | Craiova       |      | Roumanie     |
|       | Daejeon       |      | Corée du Sud |
|       | Frederiksberg |      | Danemark     |
|       | Hafnarfjörður |      | Islande      |
|       | Hämeenlinna   |      | Finlande     |
|       | Minneapolis   |      | États-Unis   |
|       | Tartu         |      | Estonie      |

## Célébrités
- Anders Celsius (1701-1744), physicien ;
- Carl von Linné (1707-1778), naturaliste, dont on peut toujours visiter le jardin botanique ;
- Torbern Olof Bergman (1735-1784), minéralogiste et chimiste ;
- Jöns Jacob Berzelius (1779-1848), chimiste ;
- Anders Jonas Ångström (1814-1874), physicien, a donné son nom à l'université de physique-chimie ;
- Frithiof Alarik Holmgren (1831-1867), médecin et physiologiste, mort à Uppsala ;
- Nathan Söderblom (1866- 1931), prêtre piétiste ;
- Anna Petrus (1886–1949), sculptrice ;
- Bernhard Karlgren (1889-1978), sinologue. Il fut le premier à établir la phonologie du chinois archaïque et du chinois médiéval ;
- Dag Hammarskjöld (1905-1961), secrétaire général de l'ONU ;
- Gösta Knutsson (1908-1973), animateur radio et écrivain pour enfants ;
- Ingmar Bergman (1918-2007), cinéaste ;
- Viveca Lindfors (1910-1995), actrice ;
- Hans Blix (1928-), homme politique ;
- Lars Edlund (1922-2013), musicien ;
- Jakob von Uexkull (1944-), homme politique, fondateur du prix Nobel alternatif ;
- Andreas Lundstedt (1972-), chanteur du groupe Alcazar ;
- Roine Stolt (1956-), guitariste, chanteur et compositeur ;
- Josefine Öqvist (1983-), footballeuse internationale ;
- Kaj Zackrisson (1973-), skieur freeride ;
- Birger Gerhardsson (1926-2013), professeur à l'école d'Uppsala ;
- Hans Rosling (1948-2017), médecin, théoricien, statisticien et conférencier ;
- Magdalena Andersson (1967-), femme politique suédoise.
- Snoh Aalegra (1987-), chanteuse et compositrice.
- le groupe de black metal Watain ;
- le groupe de heavy metal In Solitude.
- le groupe de punk rock, Rotten Mind (2015-2024)